# 鹿學艮

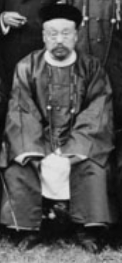
福州知府任上的鹿学良

鹿學艮（1854年—？），又稱鹿學良，字遂儕，直隸定興（今河北省定興縣）人，清朝政治人物、進士出身。
光緒元年，鄉試中舉。光緒六年，登進士，以部屬用籤分刑部。光緒十六年，任刑部陝西司主事。次年改福建司員外郎、秋審處坐辦。光緒十八年，律例館提調，任廣東司郎中。光緒二十一年，任廣東瓊州府知府。光緒二十六年，改福建泉州府知府，后任福建福州府知府、福建鹽法道。光緒三十四年，任福建按察使、福建海關務處總辦。